# Saint-Genest-Malifaux
Saint-Genest-Malifaux là một xã trong tỉnh Loire miền trung nước Pháp.